# Massaua

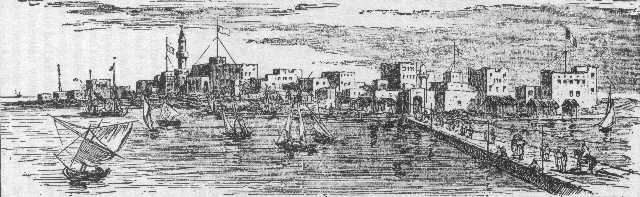
Massawa al segle XIX

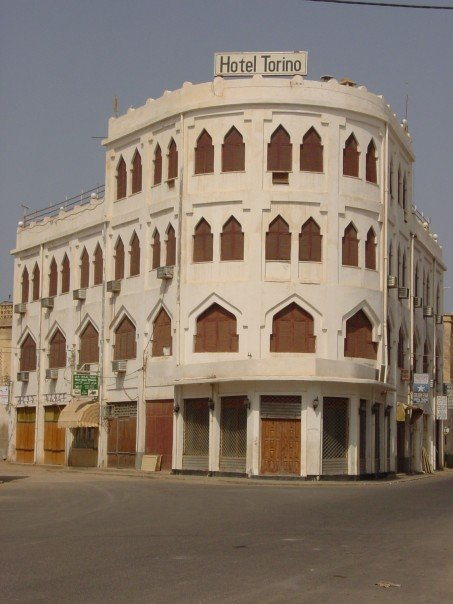
Exemple d'arquitectura otomana a la vella Massawa

Massawa, antigament Mitsiwa (tigrinya: ምጽዋዕ; gueez: ምጽዋ, Miṣṣiwa; àrab: مصوع, Maṣṣawaʿ; italià: Massaua) i Batsiʿ (gueez eritreu reformat: ባጽዕ, Bāṣiʿ, abans ባፅዕ, Bāṣ́iʿ) o Badi (àrab: بِضع, Baḍiʿ) és un port de la costa de la mar Roja, a Eritrea. És base naval i port comercial i està situat en una illa; al costat té l'illa Tawlud, a la que està unida per un dic com també ho està amb Arqiqo, a terra ferma. La ciutat disposa d'aeroport internacional i estació ferroviària de la línia Massawa-Asmara. També hi ha ferris que van fins a les illes properes, del grup Dahlak. És la capital de la regió de Semenawi Keyih Bahr o Mar Roja Septentrional (392.653 habitants i 27.800 km²) formada el 1996 amb parts de les antigues províncies d'Akele Guzai, Denkalia, Sahel i Semhar. També és cap d'un districte de la província.

## Clima i població
La temperatura mitjana és de 31º i és un dels llocs més calorosos del món. La pluviometria anual és de 178 mm³. La població era de 9300 habitants el 1931 i de 18.490 el 1970. Des de llavors s'ha multiplicat amb un gran creixement entre 1994 i 2004 any en què tenia 36.700 habitants

## Dades diverses
El seu nom derivaria de la paraula etíop mesawwa (‘crit fort’), i vindria de què quan l'illa fou descoberta per un pescador de les Dahlak, va dir que es podia fer entendre cridant d'un costat a l'altra de l'illa. Una altra versió diu que era perquè les caravanes que arribaven a la costa havien de cridar fort perquè les barques els anessin a buscar. L'illa té 1 km de llarg i 250 metres d'ample.

## Història
El seu nom primitiu fou Sambat i segurament ja fou visitada al tercer mil·lenni aC per naus egípcies. Els ptolemeus egipcis van establir una sèrie d'estacions a la zona i la regió és esmentada (tot i que no el port, que no existia aleshores) en la famosa inscripció del port d'Adulis vers el 240 aC. Fou copiada per Cosmes Indicopleustes el 525 quan va visitar la zona. Artèmidor d'Efes esmenta en aquesta regió el port de Saba (vers 100 aC) segon els extractes de la seva obra a Estrabó (vers any 20 aC) port que podria ser Djarar, segons Conti Rosini. Al Periplus de la mar Eritrea esmenta l'illa en relació al port d'Adulis que va deixar de funcionar al segle i. Algunes teories suggereixen que Massawa va agafar el relleu.
Massawa era un llogaret de pescadors que pertanyé al regne d'Axum (Etiòpia); encara que primer fou eclipsat pel proper port d'Adulis a 50 km al sud, després aquest va desaparèixer. l'àrea va passar progressivament a les tribus que s'estaven convertint a l'islam, ja abans de la caiguda del regne d'Axum al segle viii.
No sembla haver tingut gaire importància. Era un lloc d'exili; a Basi (com li deien els àrabs aleshores, després Badi) fou desterrat el poeta Abu Midjan pel califa Úmar ibn al-Khattab, degut a ser massa aficionat al vi (634). A la mort de Marwan, el darrer califa omeia, el seu fill Abd Allah va arribar a Badi de camí a Djeda. La primera mesquita d'Eritrea, la mesquita del Sheikh Hanafi, es va construir a l'illa de Massawa, així com altres treballs d'arquitectura islàmica dels primers temps que són tots s Massawa, les illes Dahlak i la península de Zula (nom agafat del port de Zula, nom modern de l'antiga Adulis; la península està situada a l'est-sud-est de Massawa).
Al segle x les planes costaneres eren tributàries d'Etiòpia. La tribu dominant eren els beja o bedja. Almesqui diu que el beja treballaven les mines d'or del país i que el port tenia un paper en el comerç d'aquest or. El poble dels beja estava enfrontat generalment a les forces cristianes.
Al segle xii i XIII va passar a poder de l'emir de Dahlak que es va titular sultà. L'emir havia estat antigament un governador axumita i els etíops encara l'anomenaven com seyuma bahr (Prefecte del mar) per oposició a bahr negus (Senyor de la província marítima, amb seu a Debarwa). L'emir (sultà) estava representat a Massawa per un naib, les relacions del qual amb Etiòpia eren conflictives. Isaac, fill de l'emperador David I (vers 1381-1410), va conquerir el port vers 1400. Com a ciutat apareix esmentada per primer cop a la crònica reial de l'emperador Yeshaq I d'Etiòpia quan el seu governador allí es va revoltar al segle xv. Llavors hauria tornat a Dahlak. En aquest segle hauria estat visitada per mercaders venecians que també van ser a Suakin.
Nombroses fonts portugueses parlen de l'actiu comerç del port al segle xvi i el situen encara sota autoritat de l'emir de Dahlak. Quan fou visitat pels portuguesos el 1520-1521 hi havia fins i tot un vaixell del Gujarat (el 1521). Hi va desembarcar el 1541 Cristovao de Gama i des de llavors va esdevenir punt d'entada per a Etiòpia tant per missioner com per comerciants i viatgers.
El 1554 els otomans van crear en el paper una província (Habesh) que havia d'abraçar tota Etiòpia. Ozdemir Pasha en fou nomenat beglerbegi amb una força militar reunida a Egipte per la seva conquesta. Va iniciar l'ofensiva a partir de l'alt Nil però va fracassar (1555). En la segona expedició el 1457 va embarcar a la ciutat de Suez i va desembarcar a Suakin conquerint tota la zona de Massawa, Hergigo i Zeila i així es va poder formar la província. Fins a la mort d'Ozdemir el 1559 els otomans es van estendre cap a l'interior ocupant Debarwa on van construir un fort. També es va construir un fort a Hergigo. En canvi el projecte d'un fort a Massawa es va descartar per manca de materials útils. Debarwa fou després abandonada. Els otomans es van retirar cap a Massawa que fou atacada per les tribus; la guarnició fou derrotada i la ciutat saquejada (vers 1560).
Sarsa Dengel, emperador etíop successor de Menas, va atacar als otomans el 1576 i els va derrotar a Debarwa (que havia retornat als otomans per un tractat) la qual va ocupar i també probament Arqiqo (temporalment) i va destruir Massawa matant a 40 dels seus 100 defensor però sense aconseguir la seva conquesta. Egipte va enviar 100 fusellers i 100 cavallers a Massawa from Egypt. Massawa fou reforçada amb 300 musqueters, 100 cavallers, 10 canoners, 10 grans canons, i 5 paletes per reparar les defenses, tots egipcis.
Habesh va perdre importància després de la revolta del Iemen el 1569/1570. reconeguda la dificultat d'expansió i els pocs èxits, la província fou posada el 1591 sota autoritat d'un naib local de la tribu o clan balaw dels beja, d'una família de Samhar, que havia de pagar un tribut anual, i només una guarnició otomana romandria a Massawa.
El major conflicte fou el 1615 sota l'emperador Susenyos, que estava sota forta influència portuguesa; la guarnició de Massawa feia algunes incursions per buscar menjar i esclaus a la rodalia; en una d'aquestes incursions foren derrotats i el pasha es va enfurismar i va bloquejar les mercaderies del port fins que els 62 fusells presos als seus homes fossin retornats; l'emperador Susenyos va ordenar el bloqueig de Massawa. En anys següents les incursions otomanes a la rodalia de Massawa van continuar, i foren especialment intenses el 1624, i aquest any altre cop els otomans foren derrotats i les seves armes capturades i utilitzades contra el fot d'Hergigo; altre cop Susenyos va bloquejar la zona per obtenir els millors termes en el tractat. Un tractat es va aconseguir finalment en el qual l'emperador i l'església etíop quedaven exempts d'impostos al port i els otomans només podrien comprar esclaus portats per caravanes sense sortir a fer expedicions de captura ells mateixos.; el tractat fou complert en endavant tot i que s'havia previst al mateix tractat que es podia trencar. Com a resultat de la superior tecnologia otomana Massawa no va ser fortificada però Hergigo tenia una fortalesa amb artilleria.
El successor de Suseynos, Fasílides es va enfrontar als portuguesos per la conversió a la fe catòlica del seu antecessor influït per aquests. El nou emperador va expulsar els jesuïtes i va cremar els seus llibres i el 1648 va fer un acord amb el pasha de Massawa i amb el de Suakin per executar a qualsevol jesuïta que entrés a Etiòpia per aquests ports. En endavant no hi va haver gaires canvis en les relacions entre Massawa, el naib i l'emperador.
El 1693 el naib local Musa ben Umar ben Amir ben Kunnu va intentar extorsionar al mercader armeni Khodja Murad que retornava de les Indies Orientals, amb regals (alguns per l'emperador) i al no pagar les taxes les mercaderies li foren confiscades. Però l'enèrgic bloqueig d'Iyasu I va obligar el naib a fer-se enrere.
El 1789 Bruce va constatar que a Massawa no hi havia cap autoritat otomana i el governant era un cap tribal amb el títol de naib que no pagava tribut ni al pasha de Djeda (del que nominalment depenia) ni a l'emperador etíop; el nombre de comerciants indis banians, que abans controlaven el comerç, s'havia reduït a sis que amb prou feines es feien el seu jornal. El 1830 el sultà va transferir nominalment totes les reivindicacions otomanes a la zona, al governador d'Egipte. En aquest temps va continuar els govern del naib, amb seu a Arqiqo, que fou virtualment independent.
El 1844 els otomans van desembarcar a Arqiqo però foren atacats i es van haver de replegar cap a Massawa. El port fou concedit en feu a Mohammed Ali d'Egipte de per vida (1846) i quan va morir el 1849 fou renovat al seu successor Ismail Pasha. Les tribus de la zona estaven ara interessades en la protecció egípcia degut a l'anarquia dels darrers temps amb atacs de les tribus muntanyeses degut a la caiguda d'autoritat sota l'emperador; el 1865 el cònsol francès a la ciutat, el suís Werner Munzinger, va dimitir i va passar al servei d'Egipte. Ismail va pagar un milió de lliures esterlines a la Porta i va obtenir la creació de la província de Sudan Oriental amb Taka, Suakin i Massawa, província de la que Munzinger fou nomenat governador (1873). Aquest va establir un pla per unir l'illa a terra ferma mitjançant dics que es van construir pel sistema de peatge; va fortificar el fort, va protegir a les tribus bilen i va ocupar la regió de Keren; per aprofitar la influència del naib, aquest fou mantingut amb el títol de sirdar de les tropes de Massawa. A Johann Alber Werner Munzinger (1832-1875) el va succeir el 1874 Arakil Bey Nubar que va morir el 1875. Llavors les potències ja havien deixar el camí lliure a Egipte en aquesta zona i va nomenar governador al danès Soren Adolph Arendrup; es van enviar expedicions contra Etiòpia però van patir una greu derrota a Gura (1876) i va córrer el rumor de què el rei Yohannes atacaria el port, però el rei va oferir la pau sota la condició d'entregar Massawa. El tractat de pau fou negociat per C. G. Gordon i deixava a Egipte Massawa i Keren. El nou governador Mukhtar Bey va donar asil al rebel etíop Debbed, nebot del rei, que venia el seu botí públicament als mercats de la ciutat. Mukhtar fou substituït per Hason Bey, un americà al servei d'Egipte.
El 1884 es va signar a Adua un tractat entre la Gran Bretanya (contraalmirall Sir William Hewett) i el seu aliat Egipte d'una banda, i Etiòpia (emperador Yohannes) de l'altra; Egipte estava ara en mans de la Gran Bretanya després de la revolta d'Urabi Paixà. Per aquest tractat Etiòpia obtenia pas lliure per Massawa per mercaderies incloses militars; una reserva sobre els drets otomans fou ignorada. La retirada egípcia encara no s'havia produït però era imminent. Però mentre els italians havien ocupat Assab i un intent etíop de fer un atac conjunt amb els britànics per expulsar-los fou rebutjat pels britànics; el 1882 els britànics fins i tot van convidar a Itàlia a ajudar a restablir l'orde a Egipte. Com que les despeses eren superiors als ingressos a Massawa, Egipte no tenia interès a conservar el port, i amb el vistiplau dels britànics els italians van desembarcar a Massawa el 6 de febrer de 1885 i van hissar la seva bandera al costat de l'egípcia als edificis oficials i fortaleses. Així les pretensions de Yohannes d'ocupar la ciutat que tant properes tenia un any abans, es van esvair. Menelik estava establint el seu poder a Shoa i havia signat dos anys abans un tractat secret de comerç amb els italians i ara feia de mediador entre Itàlia i l'emperador. Els italians van ocupar Arqiqo i Arafale (el 12 de febrer van arribar 42 oficials i 920 soldats més, i altres soldats i oficials el 24 de febrer). Entre febrer i maig es va ocupar tota la costa entre Assab i Massawa.
El darrer representant egipci es va retirar el desembre de 1885. El tractat d'Adua no fou reconegut i qualsevol dret egipci, que inicialment semblava que es mantindria, fou ignorat.

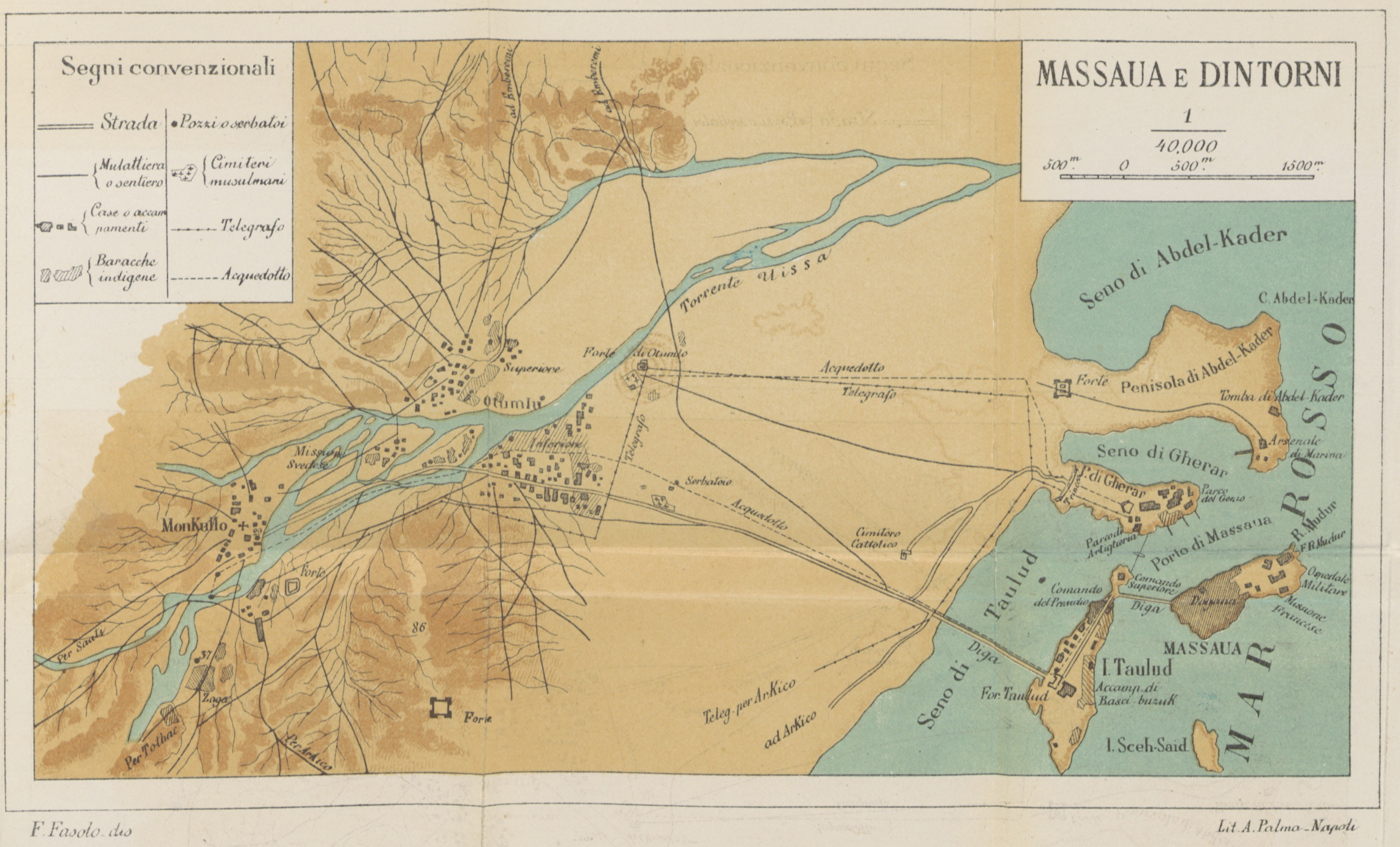
Massaua (1887)

La tensió amb Abissínia va provocar l'incident armat de Dogali entre italians i etíops (26 de gener de 1887). El governador de Shoa, Menelik,va oferir la seva mediació (i va signar un nou tractat secret amb els italians) i encara que acceptada per Yohannes no ho fou pels italians. El 21 de juliol van arribar 13000 soldats italians a Massaua a les ordes del general generale Asinari di San Marzano, que van restablir la situació.
L'emperador va marxar contra Massawa però abans que hi arribés va haver de retornar al país per atacs mahdistes. Yohannes va morir en la batalla de Kallabat (Metemma) i el 1889 els italians signaven amb Menelik de Shoa el tractat de Ucciali (Wuchali) que els reconeixia la possessió de Massawa però Menelik va obtenir el lliure transit pel port incloent les armes de foc (2 de maig de 1889). La comandancia de Massawa va existir fins al 1890 i fou una de les que va formar el protectorat d'Assab creat el 9 de desembre de 1888, que tenia per capital a Massawa. L'1 de gener de 1990 va esdevenir la colònia d'Eritrea amb capital a Massawa fins al 1897 quan es va traslladar a Asmara.
El 1921 Massawa fou destruïda per un terratrèmol i el port no va estar reconstruït fins al 1928. La reconstrucció va ser una obra colossal pel seu temps i el port va esdevenir el més gran i segur de la costa africana i el port d'aigües més fondes de la mar Roja.
L'1 de juny de 1936 va quedar integrada dins de la província d'Eritrea (formada per la colònia d'Eritrea i la província etíop de Tigray o Tigre) en l'àmbit del virregnat de l'Àfrica Oriental Italiana. Massawa fou la seu de la Flotilla de la Mar Roja de la Regia Marina.
Va passar a control britànic el maig del 1941. Quan la ciutat va caure en mans dels britànics un gran nombre de vaixells alemanys i italians foren enfonsats al port per intentar bloquejar el seu ús pels aliats. El 1942 el port fou posat altre cop en servei pel capità americà Edward Ellsberg. El 1945 els britànics van desmantellar part de les instal·lacions del port, accions de les quals va protestar Sylvia Pankhurst en el seu llibre Eritrea on the Eve.
L'acord final sobre l'estatus d'Eritrea el va imposar la seva conversió en estat federat a Etiòpia el 1952. Prèviament els britànics ja havien signat un acord perquè el port esdevingués la seu de la marina etíop. El 1960 Eritrea fou annexionada i aviat es va iniciar la guerra de la independència eritrea (1961-1991). La ciutat va romandre tota la guerra en mans dels etíops fins que el febrer de 1990 en un atac sorpresa per terra i mar, les unitat del Front Popular d'Alliberament d'Eritrea la van ocupar. Amb això l'exèrcit etíop d'Asmara (II Exèrcit Etíop) va haver de ser proveït en endavant des de l'aire. Menguistu Haile Mariam va ordenar el bombardeig de la ciutat; la ciutat va patir greus desperfectes, que avui dia ja s'han reparat.
Al final de la guerra l'exèrcit etíop es va retirar i va transferir el port a la naixement marina d'Eritrea. Avui dia és la segona ciutat d'Eritrea

## Edificis destacats
- Capella de Sahaba
- Cases de corall
- Cases otomanes
- Mesquita d'Abd al-Kadir al-Djilani
- Palau Imperial (construït entre 1872 i 1874 per Muzinger)
- Catedral de Sant Martí
- Villa Melotti
- Banc d'Itàlia
- Monument de la guerra (Monument dels tres tancs)

## Comandants italians
- 1885 A. Caimi
- 5 de febrer de 1885 - 14 de novembre de 1885 Saletta Tancredi (1843-1909)

15 de desembre de 1885 - 18 de març de 1887 Carlo Gené (comandant) (1836-1890)
18 de març de 1887 - 10 de novembre de 1887 Saletta Tancredi (segona vegada) 
- Novembre de 1887 - 1888 Alessandro Asinari di San Marzano
- 1888 - 20 de desembre de 1889 Antonio Baldissera (1838-1917)
- 20 de desembre de 1889-1 de gener de 1890 Baldassare Orero (1832-1914)

## Font principal
- Encyclopaedia of Islam, Brill Publishers, Leiden, s.v. "Maṣawwaʿ".